# Championnat chinois de go

Le championnat de Chine de go de première division (Chinese A League) (chinois : 中国围棋甲级联赛), aussi appelé Chinese A League (围甲联赛) est une compétition de go créé en 1999.

## Organisation
Le championnat est organisé par l'association chinoise de weiqi. Le championnat oppose douze clubs professionnels de go chinois en une série de vingt-deux rencontres.
Chaque club peut envoyer six joueurs parmi les quatre participants pour une rencontre. Les joueurs ne sont pas limités aux Chinois, beaucoup de joueurs sud coréens et japonais participent le championnat.
Chaque rencontre entre deux clubs est composée de quatre matches, opposées les quatre jouers de chaque équipe (dont un leader). L'équipe ayant le plus de victoire lors de quatre matches emporte la rencontre. En cas d'égalité, le match entre les deux leaders détermine le vainqueur.
Les dix premiers du championnat précédent ainsi que les deux premiers du championnat chinois de go de deuxième division (appelés les promus) participent à la compétition. 
Le classement est calculé avec le barème de points suivant : Une victoire vaut trois points et la défaite ne rapporte aucun point. En cas d'égalité sur les quatre matches, le match entre les deux leaders détermine le vainqueur, dans ce cas, l'équipe vainqueur obtient deux points et l'équipe vaincue un point.
À la fin de la saison, l'équipe terminant en tête du classement est sacrée championne de Chine, alors que les deux dernières sont reléguées en deuxième division.

## Clubs participants participants à l'édition 2015
| \| Localisation de la Chine en Asie \| Supor Hangzhou Wuhan Sanmin Zhuhai Wanshan Shandong Jingzhi Guizhou Braun Zhejiang Yunlin Jiangsu Huatai Securities CITIC Pékin Banque de Chongqing Hangzhou Go China Mobile Shanghai Guangxi China Blue |
| Localisation de la Chine en Asie |

Localisation des clubs engagés en Chinese A League 2015